# Česko na Mistrovství Evropy v atletice do 23 let 2009

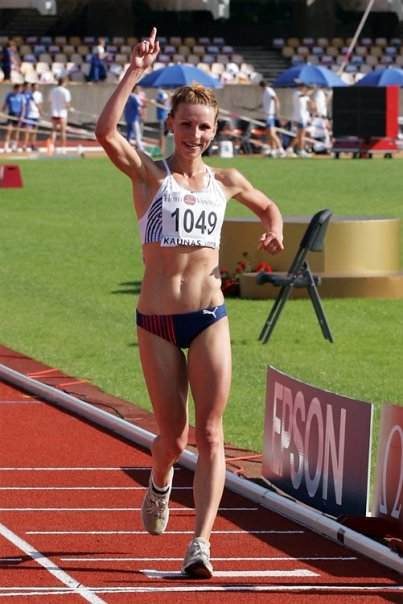
Zuzana Schindlerová - druhá na 20 km chůze

V nominaci na 7. Mistrovství Evropy v atletice do 23 let bylo 22 českých atletů (11 mužů a 11 žen). Česká republika v Kaunasu vybojovala tři  stříbrné a jednu bronzovou medaili.
Zuzana Schindlerová skončila v chůzi na 20 km na druhém místě a potvrdila medailové očekávání. Další druhá místa vybojovali Kateřina Šafránková v hodu kladivem a Petr Frydrych v hodu oštěpem, který po svém posledním pokusu dokonce vedl. Jakub Holuša obsadil třetí pozici v těsném doběhu na 1500 metrů, kde se 7 běžců vešlo do rozmezí jedné sekundy. V osobním rekordu a na čtvrtém místě dokončila sedmiboj Eliška Klučinová.
Muži
| Disciplína   | Jméno             | Nej. výkon sezóny | Umístění na ME | Výkon     |
| ------------ | ----------------- | ----------------- | -------------- | --------- |
| 800 m        | Jakub Holuša      | 1:46,22           | 10. (rozběh)   | 1:49,63   |
| 1500 m       | Jakub Holuša      | 3:42,15           | (finále)       | 3:51,46   |
| 400 m př.    | Josef Prorok      | 50,48             | 8. (finále)    | 51,02     |
| 3000 m př.   | Milan Kocourek    | 08:48,23          | 15. (sem.)     | 9:04,12   |
| Skok o tyči  | Jan Kudlička      | 5,60 m            | 8. (finále)    | 5,15 m    |
| Vrh koulí    | Vladislav Tuláček | 18,86 m           | 6. (finále)    | 18,03 m   |
| Hod diskem   | Martin Stašek     | 56,89 m           | 24. (kval.)    | 49,61 m   |
| Hod kladivem | Pavel Bukvic      | 68,79 m           | 9. (finále)    | 68,61 m   |
| Hod oštěpem  | Petr Frydrych     | 80,57 m           | (finále)       | 80,53 m   |
| Desetiboj    | Adam Nejedlý      | 7473 bodů         | 11.            | 7503 bodů |
| Desetiboj    | David Sazima      | 7494 bodů         | 15.            | 7391 bodů |
| Desetiboj    | František Staněk  | 7506 bodů         | 16.            | 7388 bodů |

Vysvětlivky (kval. - kvalifikace, sem. - semifinále).
Ženy
| Disciplína   | Jméno                                                            | Nej. výkon sezóny | Umístění na ME   | Výkon                |
| ------------ | ---------------------------------------------------------------- | ----------------- | ---------------- | -------------------- |
| 100 m        | Kateřina Čechová                                                 | 11,62             | 9. (sem.)        | 11,75                |
| 200 m        | Monika Táborská                                                  | 4:16.19           | 25. (rozběh)     | 4:30,41              |
| 1500 m       | Tereza Čapková                                                   | 24,28             | 20. (rozběh)     | 24,65                |
| 400 m př.    | Kristina Volfová                                                 | 58,62             | 16. (sem.)       | 58,80 (58,04 rozběh) |
| Skok o tyči  | Romana Maláčová                                                  | 4,35 m            | 11. (finále)     | 4,05 m               |
| Hod diskem   | Kateřina Klausová                                                | 52,39 m           | 12. (finále)     | 48,09 m              |
| Hod kladivem | Kateřina Šafránková                                              | 65,60 m           | (finále)         | 63,01 m              |
| Sedmiboj     | Eliška Klučinová                                                 | 5742 bodů         | 4.               | 6015 bodů            |
| 20 km chůze  | Zuzana Schindlerová                                              | 1:32:26           | Stříbrná medaile | 1:33:42              |
| 4 x 100 m    | Monika Táborská Jana Branišová Zlata Polonyiová Kateřina Čechová | 45.29             | - (kval.)        | DNF                  |

Vysvětlivky (kval. - kvalifikace, sem. - semifinále).